# Natchitoches
Natchitoches is een plaats (city) in de Amerikaanse staat Louisiana, en valt bestuurlijk gezien onder Natchitoches Parish.

## Geschiedenis
De plaats werd gesticht in 1714 door de Franse ontdekkingsreiziger Louis Juchereau de Saint-Denis aan de Cane River en werd genoemd naar de gelijknamige indianenstam. Bedoeling was handel te drijven met het nabijgelegen Spaans Texas. Door het strategische belang van de handelspost werd er in 1716 een klein fort gebouwd, Fort Saint-Jean Baptiste. De Spanjaarden bouwden op hun beurt Fort Los Adaes (in het huidige Robeline). Saint-Denis bleef Natchitoches leiden tot zijn dood in 1744. Na 1762 kwam het gebied ten westen van de Mississippi toe aan Spanje en verloor het fort zijn militair belang en viel in verval. Natchitoches bleef de facto Frans en de schoonzoon van Saint-Denis, Christophe Athanase Fortunat de Mézières leidde de plaats namens de Spaanse overheid. In 1788 werd er een kleine rooms-katholieke kerk gebouwd ten noorden van het voormalig fort en de plaats ontwikkelde zich verder rond deze kerk. In de jaren 1780 ontstonden plantages rond Natchitoches waar in het begin vooral tabak en indigo werden verbouwd en na 1790 vooral katoen. Naast de zwarte slavenbevolking ontstond er een bevolking van vrije halfbloeden.
In 1803 werd Louisiana verkocht aan de Verenigde Staten en dit leidde tot conflicten, onder andere omtrent de positie van de katholieke kerk en de status van de vrije halfbloeden. Verder kwam Natchitoches opnieuw op de grens met (Spaans en later Mexicaans) Texas te liggen en er werd al snel een nieuw fort, Fort Claiborne, gebouwd in de plaats. Dit werd in 1822 vervangen door Fort Jessup, enkele kilometers buiten Natchitoches. In 1819 werd Natchitoches een stad. Tussen 1853 en 1910 was Natchitoches de zetel van een rooms-katholiek bisdom dat het noorden van Louisiana omvatte.
In de loop van de 19e eeuw verlegde de loop van de Cane River zich en de afgesneden zijarm bij Natchitoches werd omgevormd tot een meer. De plaats had erg te lijden van de Amerikaanse Burgeroorlog doordat terugtrekkende confederale troepen katoenspinnerijen en loodsen in brand staken. Na de oorlog was er een recessie maar de economie herstelde zich tegen het einde van de 19e eeuw. Het systeem van plantages met slavenarbeid werd vervangen door het systeem van sharecropping. Vanaf de jaren 1960 nam het belang van de landbouw af door de mechanisering.

## Bezienswaardigheden
- Basiliek van de Onbevlekte Ontvangenis (Engels: Immaculate Conception Catholic Church) is een katholieke kerk, ingewijd in 1857 maar waaraan verder werd gebouwd tot 1892. De kerk was vroeger een kathedraal, tot de bisschopszetel werd overgeplaatst naar Alexandria in 1910. Het kerkmeubilair werd ingevoerd uit Frankrijk. De kerk werd in 1955-1956 gerestaureerd en nog uitgebreid.[2] De kerk werd in 2009 verheven tot basilica minor.
- Voormalig gerechtsgebouw (Engels: Old Courthouse), gebouwd in 1896.

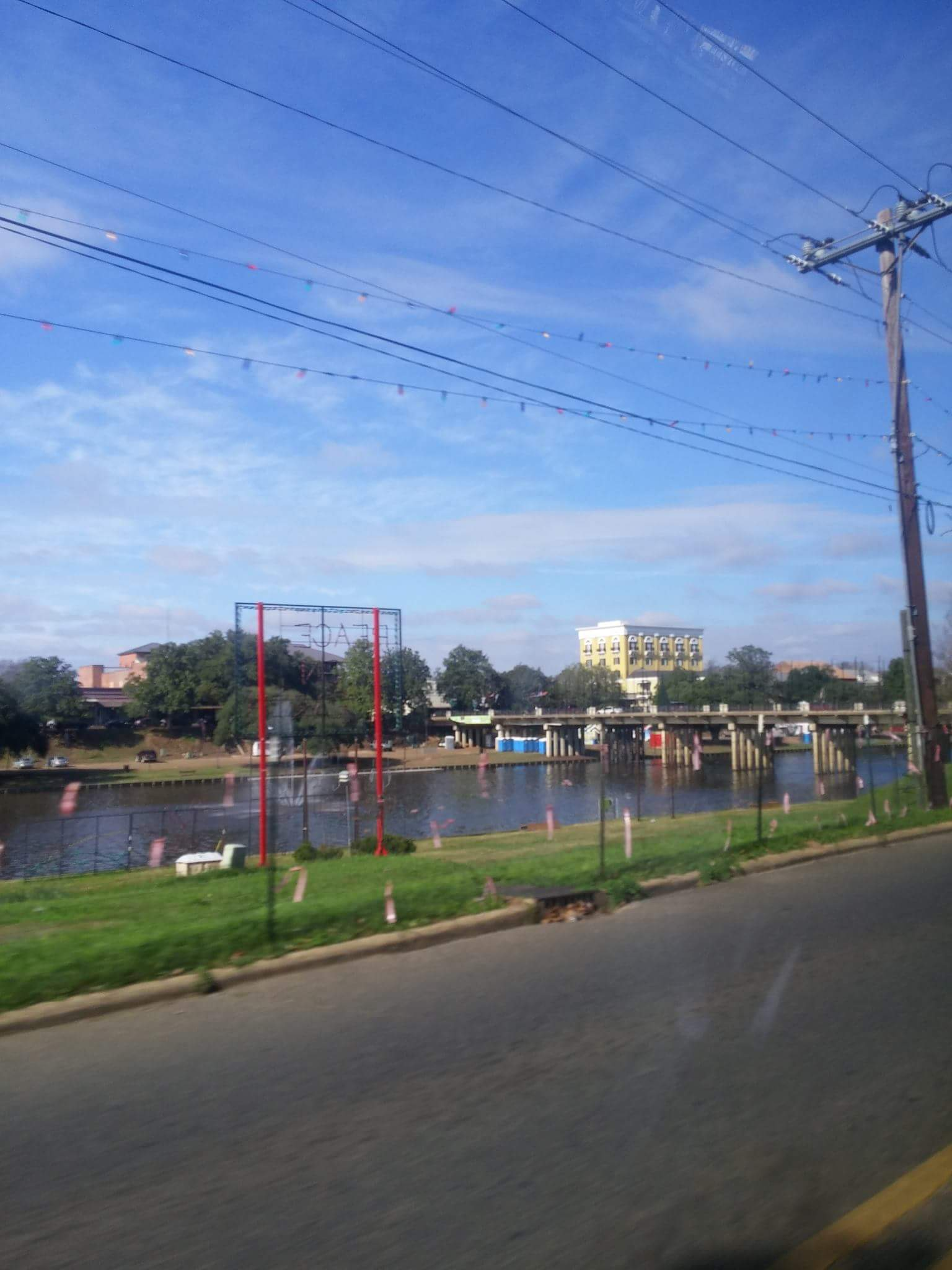
Het stadscentrum
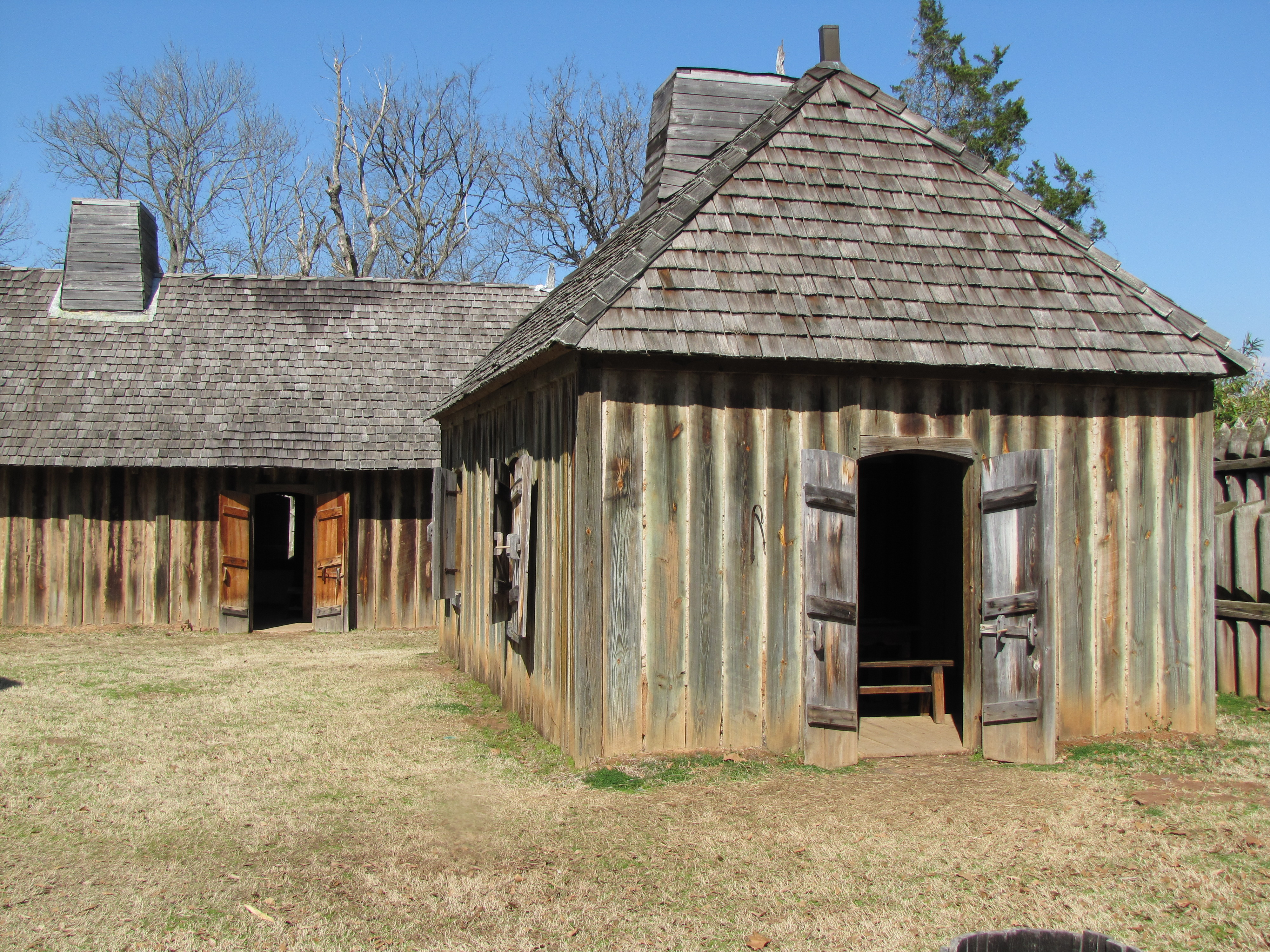
Fort St. Jean Baptiste State Historic Site
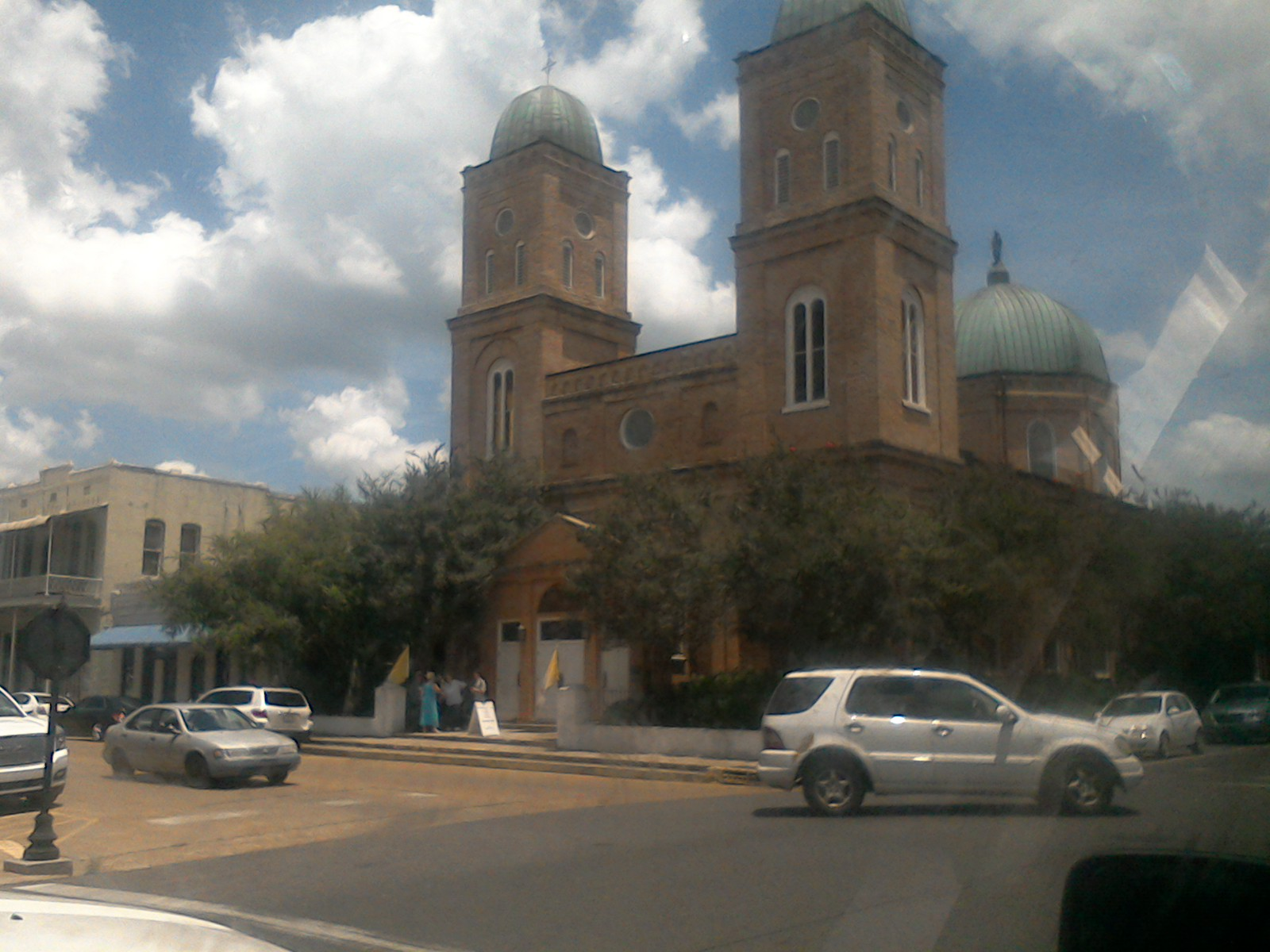
Basiliek van de Onbevlekte Ontvangenis
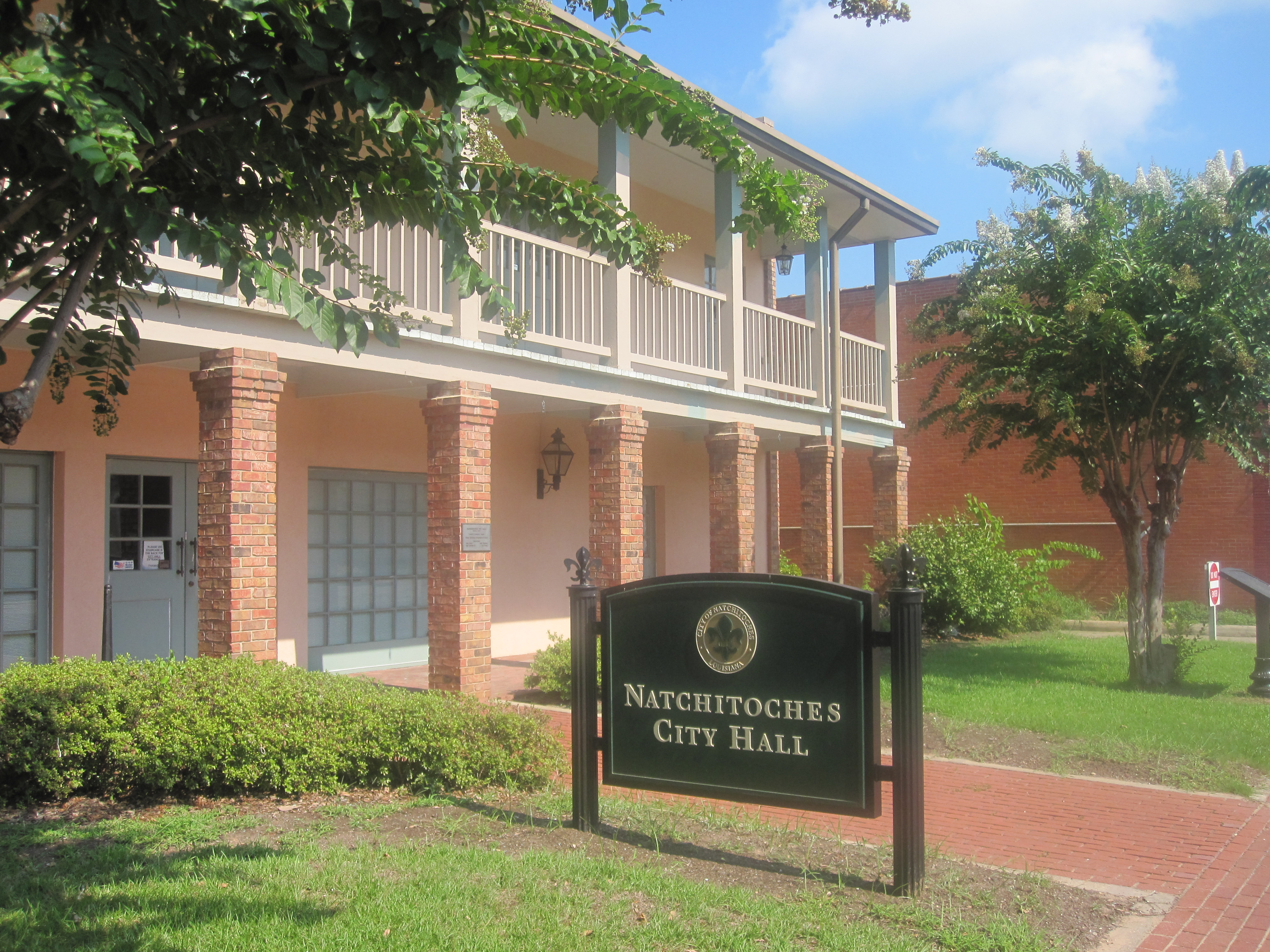
City Hall

## Demografie
Bij de volkstelling in 2000 werd het aantal inwoners vastgesteld op 17.865.
In 2006 is het aantal inwoners door het United States Census Bureau geschat op 17.730, een daling van 135 (-0.8%).

## Geografie
Volgens het United States Census Bureau beslaat de plaats een oppervlakte van 65,0 km², waarvan 55,8 km² land en 9,2 km² water.

## Plaatsen in de nabije omgeving
De onderstaande figuur toont nabijgelegen plaatsen in een straal van 20 km rond Natchitoches.